# Ofensywa stu dni
Ofensywa stu dni – okres walk I wojny światowej między 8 sierpnia a 11 listopada 1918 roku, podczas którego siły Ententy przeprowadziły szereg ofensyw przeciw państwom centralnym na froncie zachodnim; starciem otwierającym była bitwa pod Amiens. Ofensywa wypchnęła wojska niemieckie z Francji poza linię Hindenburga i skończyła się rozejmem w Compiègne.

## Tło
Niemiecki Kaiserschlacht na zachodnim froncie rozpoczął się 21 marca 1918 roku operacją Michael, która potrwała do lipca. Natarcie posunęło wojska cesarskie nad Marnę, jednak nie udało się osiągnąć znaczących rezultatów. Kiedy w lipcu zakończyła się operacja Marne-Rheims, dowódca naczelny Sprzymierzonych Ferdinand Foch rozkazał rozpoczęcie kontrofensywy, która przerodziła się w II bitwę nad Marną. Dowództwo niemieckie, zorientowawszy się w niemożności utrzymania zdobytych pozycji, wycofało wojska na północ. Po zwycięstwie Fochowi przyznano rangę marszałka Francji.
Foch uznał, iż nadszedł czas ataku. We Francji znajdował się już Amerykański Korpus Ekspedycyjny, a jego obecność pokrzepiła morale armii Ententy; dowódca Amerykanów, gen. John Pershing, pragnął użyć swoich sił w niezależnej roli. Armia brytyjska została wzmocniona siłami powracającymi z Palestyny i frontu włoskiego oraz rezerwami przetrzymywanymi na wyspie przez premiera Davida Lloyda George’a.
Przed atakiem rozważano wiele propozycji – ostatecznie Foch zgodził się na plan Douglasa Haiga, dowódcy Brytyjskiego Korpusu Ekspedycyjnego (BEF), aby uderzyć przez Sommę na wschód od Amiens i południowy wschód od pola bitwy z 1916 roku; celem miało być wyparcie sił niemieckich z mającej witalne znaczenie linii kolejowej Amiens-Paryż. Tereny wokół Sommy zostały wybrane na miejsce ofensywy z kilku powodów. Podobnie jak w 1916 roku na drodze Amiens-Roye znajdowała się granica pomiędzy sektorami BEF i armii francuskiej, co pozwalało na współpracę obu sił. Prócz tego pikardyjska ziemia, w przeciwieństwie do flandryjskiej, stanowiła dobrą powierzchnię do operowania czołgami. Dodatkowo niemieckie pozycje obronne, obsadzone przez 2 Armię generała Georga von der Marwitza, były słabe z powodu nieustannych nękań ze strony Australijczyków.

## Pierwsze starcia

### Amiens
Bitwa pod Amiens (francuski atak na południową flankę nosił nazwę bitwy pod Montdidier) rozpoczęła się 8 sierpnia 1918 roku atakiem dziesięciu dywizji – australijskich, kanadyjskich, brytyjskich i francuskich – oraz 500 czołgów. Dzięki skrupulatnemu planowaniu wojska sprzymierzonych całkowicie zaskoczyły wroga. Natarcie, na szpicy którego znalazły się Korpus Australijski i Korpus Kanadyjski brytyjskiej 4 Armii, przebiło się przez niemieckie linie, podczas gdy czołgi atakowały tyły siejąc panikę i zamieszanie. Pod koniec dnia w niemieckich liniach na południe od Sommy istniała przerwa długości 24 kilometrów. Alianci wzięli 17 tys. jeńców i zdobyli 330 dział. Całkowite straty niemieckie wynosiły 8 sierpnia ok. 30 tys., podczas gdy Ententa straciła 6,5 tys. zabitych, rannych i zaginionych. Straty przyniosły osłabienie morale wśród niemieckich żołnierzy, zaś Erich Ludendorff ochrzcił tę datę „czarnym dniem niemieckiej armii”.
Ofensywa trwała przez kolejne trzy dni, jednak nie przyniosła kolejnych podobnie spektakularnych rezultatów, gdyż nacierający żołnierze prędko wyszli poza zasięg wsparcia artyleryjskiego i zaopatrzeniowego. W tym czasie Sprzymierzeni zdołali zdobyć 19 km terenu (większość pierwszego dnia); Niemcy otrząsnęli się z pierwszego zaskoczenia i niebawem na front dotarły posiłki. 10 sierpnia ich siły zaczęły się wycofywać z wystającego fragmentu terenu zajętego podczas marcowej operacji „Michael” w kierunku linii Hindenburga.

### Somma
15 sierpnia 1918 roku Foch zażądał, aby Haig kontynuował ofensywę pod Amiens, mimo że oddziały znacznie wyprzedziły zasięg wsparcia artyleryjskiego i zaopatrzenia, a do sektora zaczęły napływać niemieckie posiłki. Haig odmówił, jednocześnie przygotowując nowe natarcie 3 Armii pod Albert (bitwa pod Albert), które rozpoczęło się 21 sierpnia.

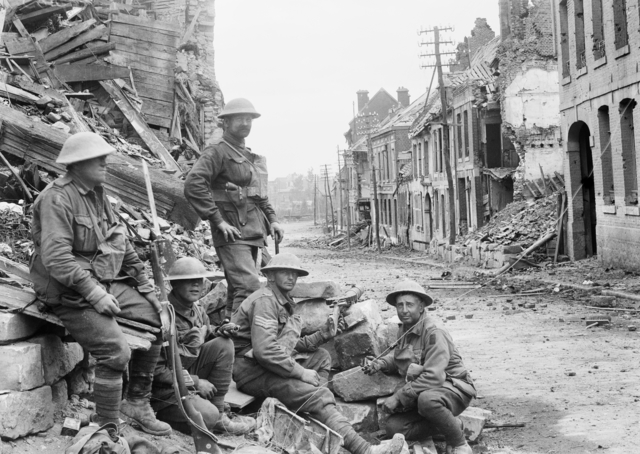
1 września 1918, Péronne (Somma). Stanowisko karabinu maszynowego obsługiwane przez australijski 54. batalion podczas ataku na niemieckie pozycje

Ofensywa okazała się sukcesem, odpychając niemiecką 2 Armię 55 km od frontu. Albert zdobyto 22 sierpnia. Zasięg ataku został rozszerzony na południe, gdzie 17 sierpnia francuska 10 Armia rozpoczęła drugą bitwę pod Noyon, zdobywając miasto 29 sierpnia. 26 sierpnia, na północ od pierwotnego miejsca ataku, brytyjska 1 Armia poszerzyła natarcie o kolejne 11 km, ścierając się z Niemcami pod Arras. Bapaume padło 29 sierpnia (II bitwa pod Bapaume).

### Ofensywa na linię Hindenburga
Po przełamaniu frontu siły niemieckie cofały się ku linii Hindenburga, podczas gdy sprzymierzeni atakowali ich w wielu miejscach.
Na wschód od Amiens brytyjska 4 Armia, po pobraniu amunicji i przeniesieniu pozycji artyleryjskich w dogodniejsze miejsce, wznowiła natarcie – Korpus Australijski przekroczył Sommę 31 sierpnia ponownie przełamując niemieckie linie pod Mont Saint-Quentin. 26 sierpnia, na północ od Sommy, brytyjska 1 Armia poszerzyła wyłom o dalsze 11 km (bitwa pod Scarpe – 26 sierpnia, bitwa pod Drocourt-Queant – 2 września).
Na południe od BEFu francuska 1 Armia zbliżyła się do linii Hindenburga na obrzeżach Saint Quentin podczas bitwy pod Savy-Dallon (10 września), a 10 Armia do Laon podczas bitwy pod Vauxaillon (14 września). Brytyjska 4 Armia dotarła do linii wzdłuż kanału św. Kwintyna podczas bitwy pod Épehy (18 września).
Do 2 września siły niemieckie stały prawie na tych samych pozycjach, z których wiosną rozpoczynały ofensywę.

### Bitwy na linii Hindenburga
Foch zaplanował serię wielkich koncentrycznych ataków na niemieckie linie we Francji (czasem całość tych operacji nazywa się „Wielką Ofensywą”), których zadaniem byłoby odcięcie linii komunikacyjnych, tak, aby pojedyncze ataki umożliwiały przesunięcie się całej linii frontu.
Główne niemieckie punkty obronne „zakotwiczone” były na linii Hindenburga, serii fortyfikacji rozciągającej się od Cerny na rzece Aisne do Arras. Przed ofensywą Focha wszystkie niemieckie zdobycze na wschód i zachód zostały zniwelowane pod Havrincourt i Saint-Mihiel 12 września oraz Épehy i Canal du Nord 27 września.

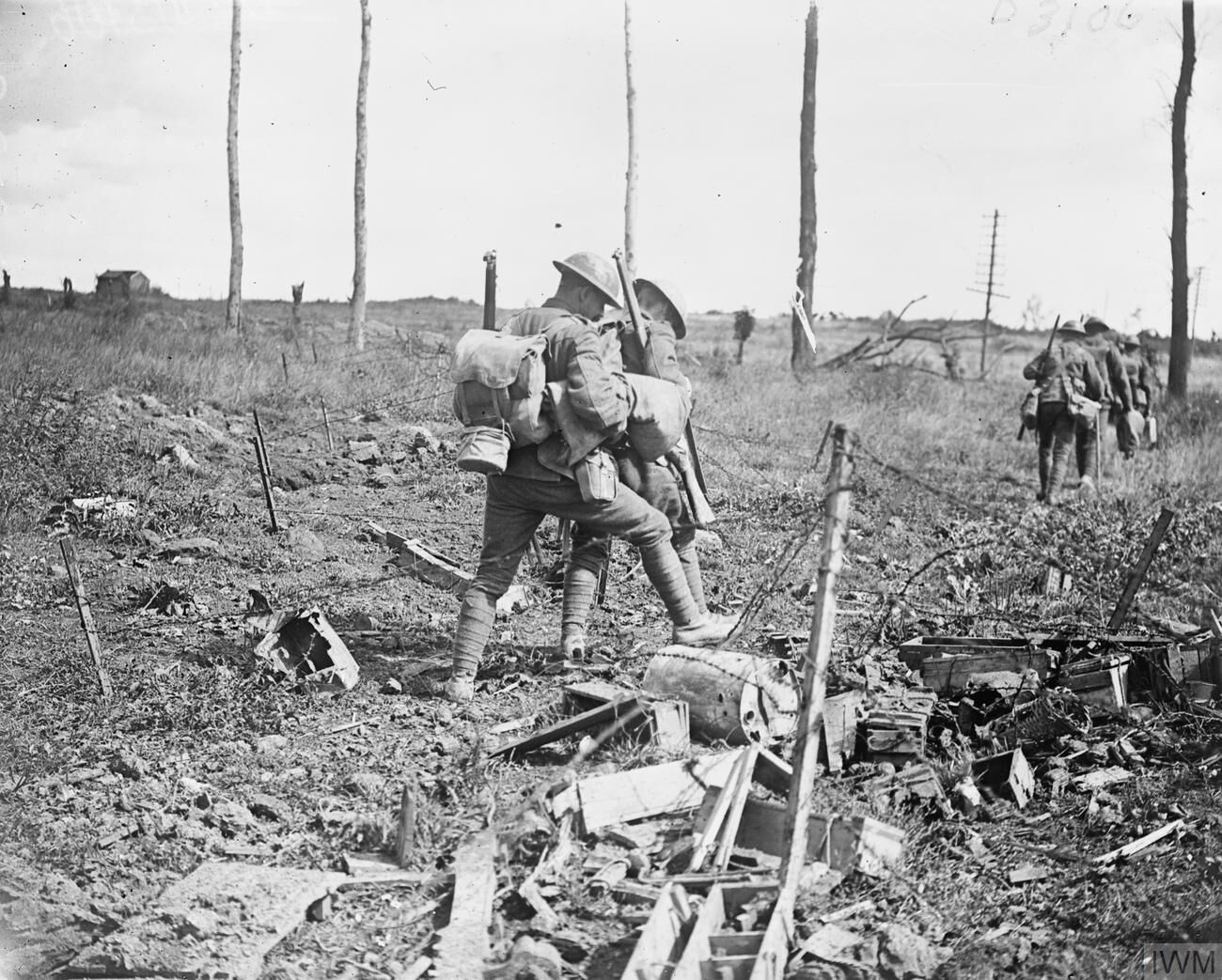
Oddziały Królewskiego Pułku Strzelców Inniskilling z 36 Dywizji Ulsterska, posuwające się od grzbietu Ravelsburg w kierunku przedmieść Neuve-Église, 1 września 1918

Pierwszy atak „Wielkiej Ofensywy” Focha, przeprowadzony przez Francuzów i Amerykański Korpus Ekspedycyjny, miał miejsce 26 września w Argonnach; do tego natarcia zalicza się bitwy: pod Somme-Py (26 września), Saint-Thierry (30 września), Montfaucon (14-17 października) oraz Chesne (1 listopada). Natarcie utrudniał trudny teren, w związku z czym linia Hindenburga została przełamana dopiero 17 października.
Dwa dni później grupa armii dowodzona przez Alberta I Koburga, w skład której wchodziła armia belgijska, brytyjska 2 Armia gen. Herberta Plumera oraz francuska 6 Armia gen. Degoutte’a, zaatakowała w pobliżu Ypres. Oba ataki początkowo rozwijały się pomyślnie, lecz później natarcie zwolniło ze względu na problemy logistyczne.
29 września rozpoczął się centralny atak na linię Hindenburga – przewodził mu Korpus Australijski 4 Armii nacierając nad kanałem St. Quentin, podczas gdy francuska 1 Armia atakowała fortyfikacje wokół miasta Saint-Quentin. Do 5 października sprzymierzeni przebili się przez pozycje obronne na linii frontu mierzącej 31 km. Gen. Rawlinson pisał: „gdyby Szkopy nie przejawiały znaków osłabienia przez ostatni miesiąc, nie zastanawiałbym się nawet nad zaatakowaniem linii Hindenburga. Gdyby była broniona przez Niemców sprzed dwóch lat, z pewnością byłaby nie do zdobycia…”.

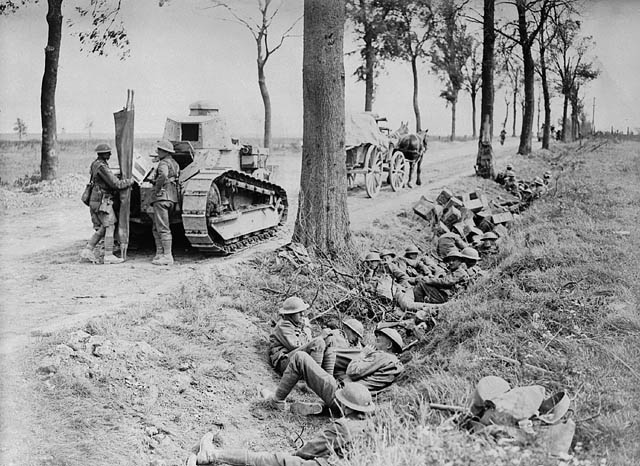
Żołnierze kanadyjscy kryją się w rowie wzdłuż drogi Arras-Cambrai

8 października brytyjska 1 i 3 Armia, z Korpusem Kanadyjskim na szpicy, przerwała linię Hindenburga pod Cambrai.
Porażka zmusiła niemieckie wysokie dowództwo do zaakceptowania faktu, iż wojna musi zostać zakończona. Słabnące morale żołnierzy przekonało wielu dowódców i polityków sprzymierzonych, że konflikt może skończyć się w 1918 roku; wcześniej wszystkie działania skupiały się wokół stworzenia sił zdolnych przeprowadzić zdecydowany atak w 1919 roku.

## Poza linią Hindenburga
W październiku niemieckie armie wycofywały się przez terytoria zdobyte w 1914 roku. Wojska sprzymierzonych spychały je w kierunku bocznej linii kolejowej Metz-Brugia, która dostarczała zaopatrzenie dla całego frontu w północnej Francji i Belgii przez dłuższą część wojny. Kiedy sprzymierzeni dotarli do tych pozycji, Niemcy zostali zmuszeni do porzucenia dużych ilości ciężkiego sprzętu oraz zaopatrzenia, co dalej obniżyło morale i chęć oporu.
Straty pozostawały wysokie zarówno we wszystkich armiach Ententy, jak i w armii niemieckiej. W wielu miejscach doszło do potyczek z ariergardą – Sella (9 października), Courtrai (14 października), Mont-D’Origny (15 października), ponownie Sella (17 października), Lys i Skalda (20 października), Serre (20 października), Valenciennes (1 listopada), Sambra (4 listopada) oraz Thiérache (4 listopada); walki trwały prawie do ostatnich minut przed podpisaniem rozejmu w Compiègne 11 listopada 1918 o 11:00. Jedną z ostatnich ofiar był kanadyjski żołnierz, George Lawrence Price, który zmarł na 2 minuty przed wejściem w życie rozejmu.